# 阿纳托利·巴尔吉列维奇
阿纳托利·弗拉季斯拉沃维奇·巴尔吉列维奇（烏克蘭語：Анатолій Владиславович Баргилевич；1969年4月8日—）是乌克兰军事人物，军衔中将。巴尔吉列维奇于2023年10月至2024年2月担任国土防御部队司令，并于2024年2月至2025年3月担任乌克兰武装部队总参谋长。此後巴尔吉列维奇出任乌克蘭国防部监察长。